# Tiếp thị Facebook
Facebook là một trong những phương tiện truyền thông mạng xã hội trực tuyến được nhiều người sử dụng nhất hiện nay. Tính đến năm 2024 thì đã có 2.8 tỷ người dùng hoạt động hàng tháng.
Facebook Marketing là hình thức thực hiện marketing trên nền tảng mạng xã hội Facebook, các hoạt động Facebook Marketing liên quan đến việc tạo ra và sử dụng trang Facebook với vai trò là một kênh giao tiếp để duy trì mối liên hệ và thu hút khách hàng, nhằm mục đích xây dựng thương hiệu và quảng bá sản phẩm, dịch vụ, cá nhân hoặc tổ chức.

## Các đối tượng sử dụng Facebook Marketing
Với trung bình hơn 2,6 tỷ người dùng đang hoạt động, mọi doanh nghiệp nên sử dụng Facebook như một công cụ marketing hiệu quả để tiếp cận khách hàng tiềm năng. Việc tạo lập một Page trên Facebook cũng cần thiết như việc thiết kế website của doanh nghiệp nhưng lại dễ thực hiện hơn rất nhiều.
Một số đối tượng sử dụng Facebook Marketing bao gồm:
- Các thương hiệu: Trong ngành hàng thực phẩm, đồ điện tử, đồ gia dụng, sản phẩm thời trang,dịch vụ ăn uống,... - gần như tất cả các ngành đều có thể marketing thông qua công cụ Facebook. Thương hiệu có thể khiến những khách hàng không biết đến thương hiệu trở thành những người hâm mộ và theo dõi các chương trình khuyến mãi của thương hiệu, thậm chí là chia sẻ với bạn bè, người thân của họ.
- Các doanh nghiệp địa phương: Các doanh nghiệp có thể thu hút khách hàng ngay tại địa phương của mình thông qua công cụ Facebook. Cho dù là doanh nghiệp gia đình hay doanh nghiệp nhượng quyền đều có thể tiếp cận các cá nhân cụ thể mà doanh nghiệp muốn hướng đến bằng các tính năng trên Facebook.
- Cá nhân: Ca sĩ, diễn viên, nghệ sĩ, tác giả,... - những người cần đến sự nổi tiếng để phục vụ cho công việc đều có thể sử dụng nền tảng Facebook để quảng bá bản thân mình.
- Các tổ chức phi lợi nhuận: Các tổ chức từ thiện, các nhóm chính trị, các chiến dịch công cộng đều có thể tận dụng tính năng chia sẻ của Facebook để kêu gọi cộng đồng.[2]

## Các loại hình quảng cáo Facebook phổ biến
- Quảng cáo đăng bài tương tác trên page: Tập trung vào tăng lượng tương tác với người dùng thông qua các bài viết, hình ảnh, video.
- Quảng cáo nhấp chuột dẫn link: Khi nhấn vào các link này, người dùng sẽ được đưa tới các trang đích là Website hay Blog của doanh nghiệp.
- Quảng cáo video: Một hình thức khác của quảng cáo nhấp chuột dẫn link, quảng cáo video sẽ thay thế quảng cáo bằng ảnh tĩnh.
- Quảng cáo thúc đẩy bài đăng trên Page: Khi nhấp vào "Boost Post", doanh nghiệp có thể thiết lập đối tượng mục tiêu, phương pháp đặt giá thầu và quảng bá bài đăng trên trang tới nhiều người hơn trên mạng quảng cáo của Facebook. Boost Page Post sẽ giống như một bài đăng trên Facebook bình thường với một lưu ý "Sponsored" trên đầu trang của quảng cáo.
- Quảng cáo dạng băng chuyền: Bài đăng được cho phép có tối đa 10 hình ảnh, video hoặc tiêu đề; có thể di chuyển qua về từ phải sang trái hoặc từ trái sang phải.[3]
- Quảng cáo động: Quảng cáo động sẽ tự động quảng cáo danh mục sản phẩm với những người thể hiện sự quan tâm trên trang web, trong ứng dụng hoặc ở nơi nào đó trên Internet. Quảng cáo động giống hệt các quảng cáo một hình ảnh, quảng cáo quay vòng hoặc quảng cáo bộ sưu tập khác trên Facebook, Instagram và Audience Network. Tuy nhiên, thay vì tạo riêng quảng cáo cho từng mặt hàng bạn quảng cáo, doanh nghiệp sẽ tạo một mẫu quảng cáo tự động sử dụng hình ảnh và chi tiết từ danh mục của mình cho mặt hàng muốn quảng cáo.
- Quảng cáo thích trang:  Với quảng cáo lượt thích Trang, doanh nghiệp có thể tiếp cận những người có khả năng thích Trang của họ. Nếu mục tiêu là tăng mức độ nhận biết về doanh nghiệp, thì các loại quảng cáo này là cách quảng bá Trang cho những người quan tâm tới nội dung hoặc loại hình doanh nghiệp như của họ.
- Quảng cáo ưu đãi: Ưu đãi là các chiết khấu mà doanh nghiệp có thể chia sẻ với khách hàng trên Facebook để khuyến khích họ mua sắm trên trang web, tại cửa hàng thực tế hoặc cả hai nơi. Khi mọi người nhìn thấy ưu đãi trong Bảng tin trên Facebook, họ có thể lưu, thích hoặc bình luận về ưu đãi đó. Khi ai đó lưu ưu đãi, ưu đãi đó sẽ xuất hiện trong dấu trang ưu đãi của họ để dùng sau. Một người lưu ưu đãi sẽ được nhắc về ưu đãi đó trên Facebook tối đa 3 lần, tùy theo tùy chọn thông báo của riêng họ.
- Quảng cáo sự kiện:  Quảng cáo sự kiện giúp tăng số phản hồi hoặc doanh số bán vé trên trang web mà bạn sử dụng và giới thiệu sự kiện của mình. Đồng thời, quảng cáo sự kiện còn giúp doanh nghiệp nhắm mục tiêu những người có thể quan tâm đến sự kiện của mình và nhắm mục tiêu lại những người tỏ ra quan tâm trong quá khứ. Sự kiện có thể được tạo qua hình thức video, hình ảnh hoặc các định dạng nội dung khác để thu hút đối tượng mình muốn.
- Quảng cáo ứng dụng: Quảng cáo ứng dụng trên Facebook là cách tốt nhất để thu hút thêm người cài đặt ứng dụng, sử dụng ứng dụng và thực hiện những hành động cụ thể trong ứng dụng - chẳng hạn như mua hàng hay lên một bài mới trong trò chơi. Để khai thác tối đa quảng cáo ứng dụng, doanh nghiệp có thể thiết lập Facebook SDK (Bộ công cụ phát triển phần mềm) với ứng dụng để tiếp cận những khách hàng có giá trị nhất, theo dõi hành động mà mọi người thực hiện trong ứng dụng và đo lường sự thành công của chiến dịch quảng cáo.[4]

## Các bước cơ bản khi thực hiện Facebook Marketing

### Xác định mục tiêu cụ thể
Doanh nghiệp cần xác định rõ mục tiêu khi quảng cáo là để bán hàng, tăng độ nhận diện thương hiệu hay là những thứ khác. Ngân sách chi trả là bao nhiêu, kết quả bạn muốn đạt được thông qua chiến lược marketing facebook của mình. Khi xác định được mục tiêu cụ thể thì mới áp dụng điều chỉnh phương pháp phù hợp với doanh nghiệp của bạn.

### Xác định đối tượng khách hàng nhắm đến
Facebook cho phép chúng ta tiếp cận được đối tượng khách hàng một cách có chọn lọc. Dù là người già hay trẻ, gái trai, hay khu vực sinh sống..., doanh nghiệp cần biết khách hàng của mình là ai và họ cần gì ở sản phẩm hay dịch vụ của mình.

### Chọn kênh
Hiện tại, Facebook đang có 3 kênh đó là Trang cá nhân, Page và Group. Tùy vào mục đích của mình, các doanh nghiệp lựa chọn một hoặc nhiều kênh phù hợp với nhu cầu và nguồn lực phát triển của công ty.

### Xây dựng nội dung
Marketing có thành công hay không, phần lớn phụ thuộc vào nội dung, thông điệp mà doanh nghiệp đem đến. Nội dung càng sáng tạo, càng mới lạ sẽ thu hút được người dùng tương tác với doanh nghiệp. Từ đó góp phần tăng độ nhận diện thương hiệu và thu hút khách hàng mới đến với công ty.
Ngoài ra, doanh nghiệp cũng nên chú trọng vào lưu lượng bài đăng tải, một ngày bao nhiêu bài hay bao nhiêu ngày một bài là đủ để gây được sự gợi nhớ từ khách hàng và duy trì lượng tương tác với doanh nghiệp.

### Theo dõi và điều chỉnh
Sau khi hoàn tất các bước trên, doanh nghiệp sẽ bắt đầu lựa chọn 1 hoặc nhiều các loại hình phù hợp chạy quảng cáo áp dụng cho bài đăng của mình. Thị trường luôn thay đổi, không phải lúc nào doanh nghiệp cũng đưa ra được các phương thức tiếp cận phù hợp. Vì vậy, việc thường xuyên theo dõi tình trạng tương tác và phản hồi của các bài đăng sẽ giúp doanh nghiệp nắm bắt được tình hình và điều chỉnh chiến lược phù hợp với từng giai đoạn của doanh nghiệp.